# Cosmarium trilobulatum
Cosmarium trilobulatum là một loài Song tinh tảo trong họ Desmidiaceae, thuộc chi Cosmarium.